# Communauté économique des États de l'Afrique centrale
 (décembre 2019).
Si vous disposez d'ouvrages ou d'articles de référence ou si vous connaissez des sites web de qualité traitant du thème abordé ici, merci de compléter l'article en donnant les références utiles à sa vérifiabilité et en les liant à la section « Notes et références ».
Institutions
La Communauté économique des États de l’Afrique centrale (CEEAC) est une organisation internationale créée le 18 octobre 1983 pour le développement économique, social et culturel de l’Afrique en vue de la création des structures régionales pouvant progressivement aboutir à un Marché commun. Il s'agit d'une communauté économique régionale (CER). La CEEAC découle du Plan d’action de Lagos d’avril 1980.

## Histoire
Signé en octobre 1983 à Libreville (Gabon) le traité de la Communauté économique des États de l'Afrique centrale est entré en vigueur au mois de décembre 1984, la CEEAC a connu une période de cessation d’activités de 1992 à 1998.
En août 2022, Les représentants des onze Etats d’Afrique centrale ont adopté à Yaoundé le principe d’une fusion des trois zones économiques de la région. Cette décision suppose notamment la disparition à terme de la Communauté économique des États de l'Afrique centrale (CEEAC), celle de la Communauté économique et monétaire de l'Afrique centrale (CEMAC), ainsi que la Communauté économique des Pays des Grands Lacs (CEPGL) au profit d’une seule et unique organisation..
Le 10 mars 2024, La Communauté économique des États de l’Afrique centrale (CEEAC), réintègre le Gabon, suspendu après un coup d’État qui avait renversé le 30 août 2023 Ali Bongo Ondimba.
Le 7 juin 2025, le Rwanda a annoncé son départ de la CEEAC, invoquant « l’instrumentalisation » du bloc par la République démocratique du Congo.

## Mission
L’objectif fondamental poursuivi par la Communauté concerne la promotion et le renforcement d’une coopération harmonieuse et un développement dynamique, équilibré et auto-entretenu dans tous les domaines de l’activité économique et sociale, en particulier dans les domaines de l'industrie, des transports et des communications, de l'énergie, de l'agriculture, des ressources naturelles, du commerce, des douanes, des questions monétaires et financières, des ressources humaines, du tourisme, de l'enseignement, de la culture, de la science et de la technologie et du mouvement des personnes en vue de réaliser l'autonomie collective, d'élever le niveau de vie des populations... La CEEAC conduit le processus d’intégration régionale de l’Afrique centrale et est reconnue par l’Union africaine.
Afin d'assurer des missions de sécurité et de prévention, la CEEAC a mis en place la Force multinationale de l'Afrique centrale (FOMAC).

## Liste des pays membres
- Angola
- Burundi
- Cameroun
- République centrafricaine
- République du Congo
- République démocratique du Congo
- Gabon
- Guinée équatoriale
- Rwanda (retrait en 2025)[4]
- Tchad
- Sao Tomé-et-Principe

Pays membres uniquement de la CEEAC.
Pays membres de la CEESC, de la CEMAC et de la COPAX.

## Institutions
Les institutions de la CEEAC sont les suivantes :
- Conférence des Chefs d’État et de gouvernement
- Conseil des ministres
- Cour de Justice
- Secrétariat Général, organe exécutif de la Communauté
- Commission consultative
- Comités techniques spécialisés

### Conférence des chefs d’État et de gouvernement
Présidences en exercice de la communauté :
- 1984-1986 : Denis Sassou Nguesso ( République du Congo), du 18 décembre 1984 au 23 janvier 1986
- 1986-1987 : Paul Biya ( Cameroun), du 23 janvier 1986 au 27 août 1987
- 1987-1988 : Omar Bongo ( Gabon), du 27 août 1987 au 26 février 1988
- 1988-1989 : Mobutu Sese Seko ( Zaïre), du 26 février 1988 au 8 mars 1989
- 1989-1990 : André Kolingba ( République centrafricaine), du 8 mars 1989 au 25 janvier 1990
- 1990-1991 : Juvénal Habyarimana ( Rwanda), du 25 janvier 1990 au 5 avril 1991
- 1991-1992 : Teodoro Obiang Nguema Mbasogo ( Guinée équatoriale), du 5 avril 1991 au 5 avril 1992
- 1992-???? : Pierre Buyoya ( Burundi), du 5 avril 1992 au ?
- 1999-2002 : Teodoro Obiang Nguema Mbasogo ( Guinée équatoriale)
- 2002-2007 : Denis Sassou Nguesso ( République du Congo)
- 2007-2009 : Joseph Kabila ( République démocratique du Congo)[5]
- 2009-2015 : Idriss Déby ( Tchad)
- 2015-2020 : Ali Bongo ( Gabon)[6]
- 2020-2022 : Denis Sassou-Nguesso ( République du Congo)
- 2022-2023 : Félix Tshisekedi ( République démocratique du Congo)
- 2023-en exercice : - poste vacant à la suite du coup d'État au Gabon le 4 septembre 2023

### Commission de la CEEAC
Président en exercice de la Commission :
- 1984-1990 : Vincent de Paul Lunda Bululu ( Zaïre)
- 1990-1998 : Kasasa Mutati Chinyata ( Zaïre puis  République démocratique du Congo)
- 1998-2012 : Louis Sylvain-Goma ( République du Congo), de juillet 1998 au 28 février 2012
- 2012-2013 : Nassour Guelendouksia Ouaido ( Tchad), du 28 février 2012 au 5 août 2013
- 2013-2020 : Ahmad Allam-Mi ( Tchad), du 5 août 2013 au 1er septembre 2020
- 2020-en exercice : Gilberto Da Piedade Verissimo ( Angola), depuis le 1er septembre 2020

## Économie
| Pays                             | Devise            | Superficie (km ²) | Population (en milliers) | PIB (en millions de $) | PIB (PPA) (en millions de $) | PIB (PPA) par habitant ($ internationaux courants) |
| -------------------------------- | ----------------- | ----------------- | ------------------------ | ---------------------- | ---------------------------- | -------------------------------------------------- |
| Angola                           | Kwanza            | +0001 246 700,    | +00 00029 784,           | +0 000122 124,         | +0 000198 299,               | +000 0006 658,                                     |
| Burundi                          | Franc burundais   | +00 00027 834,    | +00 00010 864,           | +000 0003 172,         | +000 0007 990,               | +0 000 000736,                                     |
| Cameroun                         | Franc CFA (CEMAC) | +0 000475 650,    | +00 00024 054,           | +00 00034 923,         | +00 00089 538,               | +000 0003 722,                                     |
| République centrafricaine        | Franc CFA (CEMAC) | +0 000622 984,    | +000 0004 659,           | +000 0001 949,         | +000 0003 389,               | +0 000 000727,                                     |
| République du Congo              | Franc CFA (CEMAC) | +0 000342 000,    | +000 0005 261,           | +000 0008 701,         | +00 00028 694,               | +000 0005 454,                                     |
| République démocratique du Congo | Franc congolais   | +2 345 410,       | +00 00081 340,           | +00 00037 642,         | +00 00072 319,               | +0 000 000889,                                     |
| Gabon                            | Franc CFA (CEMAC) | +0 000267 668,    | +000 0002 025,           | +00 00015 014,         | +00 00036 682,               | +00 00018 113,                                     |
| Guinée équatoriale               | Franc CFA (CEMAC) | +00 00028 051,    | +000 0001 268,           | +00 00012 294,         | +00 00030 981,               | +00 00024 439,                                     |
| Rwanda                           | Franc rwandais    | +00 00026 338,    | +00 00012 208,           | +000 0009 135,         | +00 00024 948,               | +000 0002 044,                                     |
| Sao Tomé-et-Principe             | Dobra             | +0 000 000964,    | +0 000 000204,           | +0 000 000393,         | +0 000 000686,               | +000 0003 359,                                     |
| Tchad                            | Franc CFA (CEMAC) | +0001 284 000,    | +00 00014 900,           | +000 0009 871,         | +00 00028 985,               | +000 0001 945,                                     |
| Total (2017)                     |                   | +0006 667 047,    | +0 000186 567,           | +0 000255 218,         | +0 000522 511,               | +000 0002 801,                                     |
| dont Zone CEMAC                  | Franc CFA (CEMAC) | +0003 020 353,    | +00 00052 167,           | +00 00082 752,         | +0 000218 269,               | +000 0004 184,                                     |